# باولو كولافيتي
باولو كولافيتي (2 فبراير 1978 بلوس في سويسرا - ) هو لاعب كرة قدم سويسري في مركز حراسة المرمى. لعب مع نادي سيرفيت ونادي لوزيرن ونادي يانغ بويز وFC Concordia Basel ‏ ويافردون سبور ‏.

## وصلات خارجية
- باولو كولافيتي على موقع قاعدة بيانات كرة القدم.إي يو (الإنجليزية)
- باولو كولافيتي على موقع عالم كرة القدم.نت (الإنجليزية)